# 莫雷利嶺
莫雷利嶺（英語：Morelli Ridge）是南極洲的山嶺，位於維多利亞地，屬於艾森豪山脈的一部分，長5公里，從赫恩峰延伸至巴特利冰川上游，現時由南極條約體系管理。

## 外部連結
. . United States Geological Survey.   [2013-11-07].
77°36′S 162°19′E / 77.600°S 162.317°E